# (260) Huberta
(260) Huberta és un asteroide pertanyent al cinturó exterior d'asteroides descobert el 3 d'octubre de 1886 per Johann Palisa des de l'observatori de Viena, Àustria.
Està nomenat en honor de Hubert de Lieja, patró dels caçadors i astrònoms.